# Тиунов, Борис Петрович
Борис Петрович Тиунов (род. 24 февраля 1951, рп. Кузино, Билимбаевский район, Свердловская область, РСФСР, СССР) — советский и российский хоккеист, нападающий. Мастер спорта СССР. Тренер.

## Биография
Воспитанник уральского хоккея. Выступал за команды СКА Хабаровск (1970/71 — 1971/72), «Локомотив» Москва (1972/73), «Спутник» Нижний Тагил (1973/74), «Торпедо» Горький (1974/75 — 1975/76), «Кристалл» Саратов (1976/77 — 1980/81), «Химик» Энгельс (1981/82 — 1986/87, 1993/94).
В высшей лиге провёл три сезона (1974/75 — 1976/77), сыграл 75 матчей.
Тренер в саратовском «Кристалле» (1990/91 — 1991/92, 1993/94 — 1997/98).
Сын Борис (род. 1976) также хоккеист.